# 30 دقيقة أو أقل
30 دقيقة أو أقل (بالإنجليزية: 30 minutes or less)‏ هو حركة أمريكي أنتج سنة 2011. الفيلم من بطولة جيسي آدم آيزينبيرغ وعزيز أنصاري ونيك سواردسون ومايكل بينا. ومن إخراج روبن فليتشير.

## قصة الفيلم
يحكي الفيلم قصة
دواين وهو شخص لايتمتع بذكاء واضح، يتمنى فتح صالون للتدليك بمشاركة صديقه الأحمق ترافيس لاكنهما لايملكان المال الكافي لتحقيق أمنيتهم. يقرر دواين إستأجار قاتل محترف لقتل والده عمدة المدينة، ليرث منه الكثير من المال.

## الميزانية والإيرادات
بلغت تكلفة إنتاج الفيلم حوالي 28 مليون دولار بينما حقق أرباحا تقدر بـ 40.5 مليون دولار.

## وصلات خارجية
- 30 دقيقة أو أقل على موقع IMDb (الإنجليزية)
- 30 دقيقة أو أقل على موقع ميتاكريتيك (الإنجليزية)
- 30 دقيقة أو أقل على موقع روتن توميتوز (الإنجليزية)
- 30 دقيقة أو أقل على موقع نتفليكس (الإنجليزية)
- 30 دقيقة أو أقل على موقع قاعدة بيانات الأفلام العربية
- 30 دقيقة أو أقل على موقع ألو سيني (الفرنسية)
- 30 دقيقة أو أقل على موقع Turner Classic Movies (الإنجليزية)
- 30 دقيقة أو أقل على موقع أول موفي (الإنجليزية)
- 30 دقيقة أو أقل على موقع بوكس أوفيس موجو (الإنجليزية)
- 30 دقيقة أو أقل على موقع فيلمافينيتي (الإسبانية)
- الموقع الرسمي
- 30 Minutes or Less quotes at MovieQuotesandMore.com